# 555
Cette page concerne l'année 555  du calendrier julien. Pour l'année 555 av. J.-C., voir 555 av. J.-C. Pour le nombre 555, voir 555 (nombre). Pour les numéros de téléphone fictifs nord-américains, voir 555 (numéros de téléphone).
L'année 555 est une année commune qui commence un vendredi.

## Événements

### Asie
- Printemps, guerre lazique : le général perse Mihr-Mihroe (en grec, Mermeroes) remporte une bataille contre les Byzantins commandés par Bessas, Martin, et Rusticus[1].
- Juillet[1] : révolte des Juifs et des samaritains à Césarée contre les chrétiens[2],[3].

- Les dernières tribus Jouan Jouan sont vaincues par les Türüks, ou Göktürks, qui s’emparent de leur empire[4].
- Dynastie des Liang méridionaux à Hankou en Chine du sud (fin en 587)[5].
- Tremblement de terre à Lattaquié en Syrie[6].

### Europe
- Mars : le roi des Wisigoths Agila est assassiné par ses propres soldats à Mérida après sa défaite près de Séville. Son compétiteur Athanagild lui succède (fin de règne en 567)[7].
- Printemps : capitulation de la forteresse de Campsa, dans le Samnium[8]. Narsès élimine définitivement les Ostrogoths et réorganise l’Italie, très affaiblie par vingt ans de guerres et ravagée par la peste.
- Le roi Franc Clotaire Ier fait une expédition en Saxe et en Thuringe, et soumet les Bavarois[9]. La Bavière devient dépendante du royaume d’Austrasie. Le duc Garibald, d’origine franque[10] ou burgonde, fonde la dynastie des Agilolfings, qui règne sur la Bavière[11].
- Novembre - décembre : à la mort de Thibaut, Clotaire Ier épouse Vuldetrade, la veuve de son neveu, et s'empare de ses États ; incestueux aux yeux de l’épiscopat, il offre la femme au duc bavarois Garibald[12]. Clotaire donne le gouvernement de l'Auvergne à son fils Chramn[13].
- Justinien entreprend de restaurer l’ordre social en Italie. Les ruraux de condition serviles, libérés par Totila, sont contraints de retourner chez leurs anciens patrons. Tous les actes de donation de Totila sont annulés. Les évêques se voient concéder un droit d’ingérence dans le choix des administrateurs locaux[14].

## Décès en 555
- Mars : Agila, roi des Wisigoths
- 7 juin : Vigile, pape.
- 24 novembre : l'auvergnate Lupa[15].
- Novembre-décembre : Thibaut, roi de Metz[12].

- Gonthaire, évêque de Tours.